# Picaria

Ігрове поле Picaria

Picaria — це абстрактна стратегічна гра для двох гравців від індіанців зуні або індіанців пуебло на південному заході Америки.  Вона чимось схожа на хрестики-нулики, але більше пов'язана Three men's morris, Nine Holes, Achi, Tant Fant та Shisima, тому що частини пазла можуть бути переміщені, щоб створити комбінації "3 в ряд". Picaria - це гра саме створення цих комбінацій.
Існує дві варіації Picaria. Перша версія простіша: 9 пробілів або точок перетину, а друга версія використовує 13 пробілів або точок перетину. Правила ж ті самі.

## Мета
Мета гри - створити комбінацію "3 в ряд" своїх фігур по горизонталі, вертикалі або діагоналі.

## Обладнання
Для першого варіанту використовується дошка 3×3. Три горизонтальні лінії утворюють три рядки. Три вертикальні лінії утворюють три стовпці. Дві діагональні лінії з'єднують два протилежні кути дошки. Крім того, є ще чотири діагональні лінії, що з'єднують серединні точки. Ці чотири додаткові діагональні лінії відрізняють дошку Picaria від Tapatan або Achi. Точки перетину – це місце, де грають фігури.
У другій версії використовується подібна дошка, за винятком чотирьох додаткових пробілів або точок перетину, на яких можна грати фігурами. Чотири додаткові пробіли або точки перетину знаходяться на перетині чотирьох додаткових діагональних ліній з тими, які мають великі діагональні лінії.
Кожен гравець має три фігури. Один грає чорними фігурами, а інший – білими, однак будь-яких двох кольорів або різних об’єктів буде достатньо.

## Правила та ігровий процес
1. На початку дошка порожня.
2. Гравці вирішують, якими кольорами грати, і хто почне першим.
3. Фаза розставляння: гравці по черзі ставлять одну зі своїх фігур на вільні місця на дошці. Центральний простір (центральна точка перетину) не можна використовувати, поки кожен гравець не розмістить свою першу фігуру. Фішки не можуть рухатися, поки усі три фігури не будуть розставлені кожним гравцем.
4. Фаза переміщення: кожна фігура тепер може переміщатися в будь-якому напрямку на одну ділянку на дошці. Фішки не можна перестрибувати або захоплювати. За хід можна змістити лише одну фігуру.
5. Гравці можуть створити комбінацію "три в ряд" на фазі скидання або переміщення та виграти гру.

### Домашні правила
Це правила, про які ви та інший гравець можете домовитися. Вони не є стандартними для гри.
- Ситуація, у якій один гравець не може зробити хід, є причиною нічиї або програшу цього гравця.
- Повторення фігурою тричі своєї позиції іможе стати причиною нічиї.

## Зовнішні посилання
- http://mathcentral.uregina.ca/RR/database/RR.09.00/treptau1/game11.html [Архівовано 16 грудня 2021 у Wayback Machine.]
- http://healthy.uwaterloo.ca/museum/VirtualExhibits/rowgames/picaria.html [Архівовано 16 грудня 2021 у Wayback Machine.]